# USS Glide (1863)
El USS Glide fue un cañonero de rueda de popa de la Armada de los Estados Unidos durante la Guerra de Secesión. Fue utilizado en las batallas de Mississippi Squadron y Arkansas Post.
Construido originalmente en Murraysville, Virginia, en 1863, fue adquirido por la Armada ese mismo año. Fue convertido en la cañonera "tinclad" nº 43 USS Glide. Desde principios de 1864 hasta el final de la guerra fue asignado a tareas de bloqueo en la bahía de Berwick, Luisiana. Fue dado de baja y vendido en agosto de 1865, después de lo cual prestó servicio comercial como Glide. Fue destruido por la explosión de una caldera en enero de 1869.